# Хрущево (Калузька область)
Хрущево (рос. Хрущево) — присілок в Таруському районі Калузької області Російської Федерації.
Населення становить 49 осіб. Входить до складу муніципального утворення Село Волковське.

## Історія
Від 2004 року входить до складу муніципального утворення Село Волковське

## Населення
| 2002 | 2010 |
| ---- | ---- |
| 53   | ↘49  |